# Najji Larbi
Najji Larbi (ur. 14 grudnia 1990) – marokański piłkarz, grający na pozycji defensywnego pomocnika. W sezonie 2020/2021 zawodnik Renaissance Berkane. Reprezentant kraju.

## Kariera klubowa
W sezonach 2010/2011 i 2011/2012 grał dla Unionu Touarga, występującego w trzeciej lidze.
W sezonie 2012/2013 po raz pierwszy występował w Renaissance Berkane. W marokańskiej ekstraklasie zadebiutował 16 września 2012 roku w meczu przeciwko Hassanii Agadir, przegranym 3:2. W swoim pierwszym sezonie rozegrał 4 mecze.
W sezonie 2013/2014 rozegrał ich 6, o 2 więcej niż w sezonie poprzednim.
Sezon 2014/2015 to 27 rozegranych meczów przez Najjego Larbiego, bez bramek i asyst.
W sezonie 2015/2016 Najji Larbi rozegrał 21 meczów, ale strzelił też 3 gole i zanotował asystę. Pierwszą bramkę strzelił 13 września 2015 roku w meczu przeciwko Difaâ El Jadida, wygranym 0:1. Najji Larbi gola strzelił w 90. minucie. Pierwszą asystę zaliczył 26 grudnia 2015 roku w meczu przeciwko Chababowi Rif Al Hoceima, wygranym 1:2. Asystował przy golu w 37. minucie.
W sezonie 2016/2017 Najji Larbi zagrał w 22 meczach i raz asystował.
W kolejnym sezonie rozegrał 20 meczów i strzelił gola.
W sezonie 2018/2019 wystąpił w 19 meczach i zaliczył asystę.
W sezonie 2019/2020 rozegrał 23 mecze, strzelił gola i raz asystował.
Łącznie do 4 lipca 2021 roku rozegrał  160 ligowych spotkań, strzelił 7 goli i zanotował 6 asyst.

## Kariera reprezentacyjna
Najji Larbi w reprezentacji Maroka w piłce nożnej zadebiutował 21 września 2019 roku w meczu przeciwko Algierii, zremisowanym bezbramkowo. Łącznie do 4 lipca 2021 roku rozegrał 6 meczów.